# FIAT 3 ½ HP
La FIAT 3 ½ HP (anche detta FIAT 4 HP, con riferimento al secondo tipo di esemplari, con ruote a razze e radiatore anteriore) fu il primo modello di autovettura costruito dalla neonata Fabbrica Italiana Automobili Torino, negli anni 1899 e 1900.

## Contesto e genesi del progetto

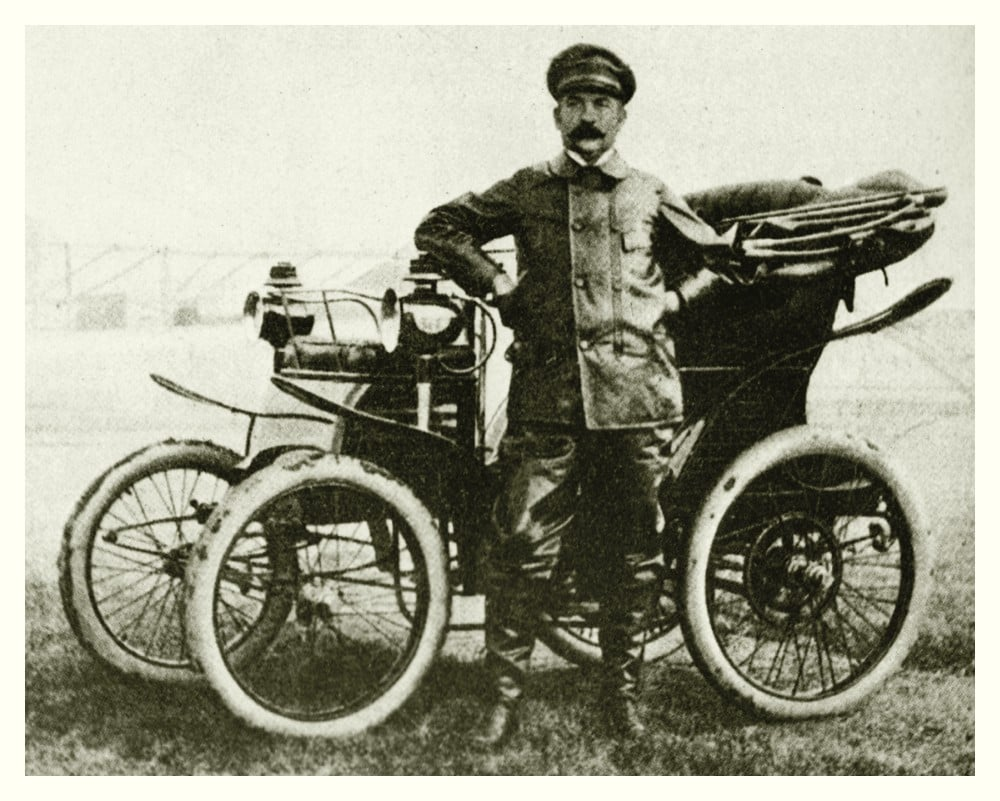
Accomandita Ceirano Welleyes da cui derivò la 3 ½ HP

Verso la fine del XIX secolo e i primi del Novecento, il fermento automobilistico che andava diffondendosi in Europa, raggiunse anche l'Italia. Infatti, l'ingegnere veronese Enrico Bernardi, nel 1884 ideò un piccolo triciclo a benzina per il figlio, a tutt'oggi considerato come la prima automobile italiana, la cui produzione però venne iniziata dalla Miari & Giusti solo nel 1894.
L'11 luglio 1899, per volontà di una decina di aristocratici piemontesi, che condividevano la passione per l'automobilismo, fu fondata a Torino la FIAT che, alla fine dello stesso anno, iniziò la produzione del modello 3 ½ HP.
Questo primo modello è derivato dalla “Welleyes”, una automobile progettata dal Ing. Aristide Faccioli e costruita dalla Accomandita Ceirano, preacquisita dalla nascente FIAT.

## La tecnica

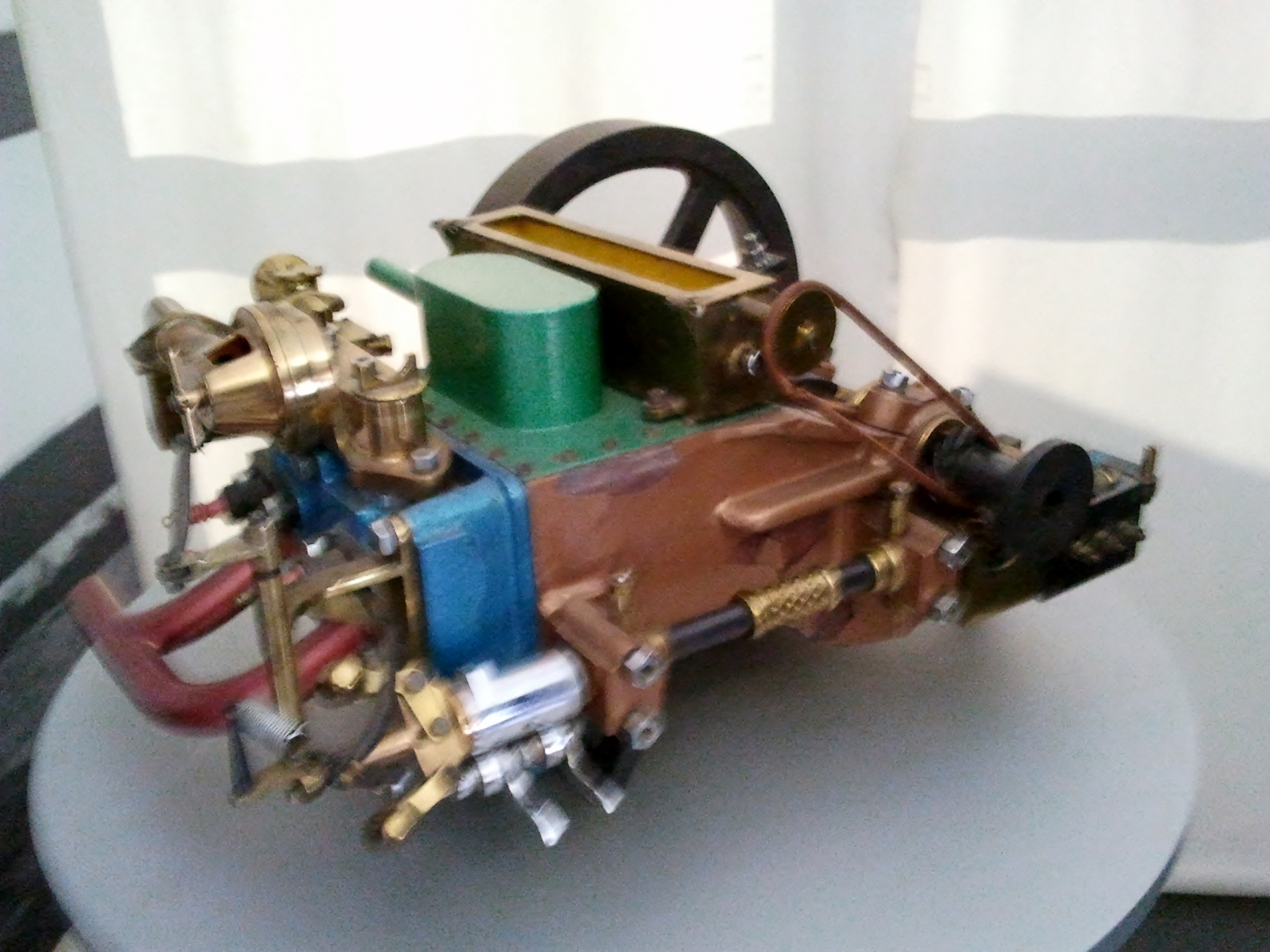
Il motore

Il motore, collocato posteriormente, è un bicilindrico raffreddato ad acqua attraverso un radiatore a serpentina (sotto al sedile nei primi esemplari, poi spostato in posizione anteriore, davanti all'assale), dalla cilindrata di 657 cm³ per una potenza effettiva di circa 4 ½ HP (la potenza nominale veniva indicata in 3 ½ HP per fini fiscali) a soli 400 giri al minuto e che consente una velocità massima di 35 km/h. Aveva distribuzione a valvole laterali, con quelle di scarico mosse da un asse a camme e quelle di aspirazione automatiche (a depressione) e lubrificazione "a perdere" (cioè con un oliatore che prelevava l'olio da un serbatoio immergendo delle camme, lo distribuiva sui cuscinetti mediante piccoli tubi in rame e da lì era lasciato cadere nella coppa, dalla quale non era recuperato. Tutto il manovellismo era a vista, con la parte inferiore del monoblocco aperta, a forma di conchiglia).
Il cambio è a tre marce senza retromarcia e dotato di dispositivo di ruota libera, la frizione a cono di cuoio e la trasmissione a catena. Doppio sistema di freni, esclusivamente posti al retrotreno: quello a pedale che agisce sui semiassi e quello a mano sulle ruote. Queste ultime sono di diametro diverso tra l'anteriore, più piccolo, e il posteriore; sono inizialmente a raggi tangenti e poi a razze, fabbricate in legno e dotate di pneumatici 580x55 all'anteriore e 670x55 al posteriore.
Pur essendo una quattro posti, del tipo vis-à-vis, è una vettura molto compatta con un passo di 1470 mm e carreggiate uguali di 1200 mm. Il consumo veniva dichiarato in 8 litri di carburante ogni 100 km.
La carrozzeria era costruita da Marcello Alessio, un noto specialista torinese, pioniere delle carrozzerie per automobili.

## La produzione
Ai primi otto esemplari costruiti nel 1899, se ne aggiunsero altri 18 nell'anno successivo, per un totale di 26 esemplari. Ne risultano sopravvissuti almeno quattro: uno conservato al Centro Storico Fiat, uno al Museo dell'Automobile di Torino, uno all'Henry Ford Museum di Dearborn negli Stati Uniti d'America e il quarto al National Motor Museum di Beaulieu in Gran Bretagna.

## Caratteristiche tecniche
| Caratteristiche tecniche - Fiat 3 1/2 Hp (4 Hp) | Caratteristiche tecniche - Fiat 3 1/2 Hp (4 Hp) | Caratteristiche tecniche - Fiat 3 1/2 Hp (4 Hp) | Caratteristiche tecniche - Fiat 3 1/2 Hp (4 Hp)                                                                                       | Caratteristiche tecniche - Fiat 3 1/2 Hp (4 Hp)                                                                                       | Caratteristiche tecniche - Fiat 3 1/2 Hp (4 Hp)                                                                                       |
| --- | --- | --- | --- | --- | --- |
| | | | | | |
| Configurazione | | | | | |
| Carrozzeria: vis-à-vis, in legno; due posti anteriori e due contrapposti; copertura in tela impermeabile | Carrozzeria: vis-à-vis, in legno; due posti anteriori e due contrapposti; copertura in tela impermeabile | Posizione motore: posteriore longitudinale orizzontale | Posizione motore: posteriore longitudinale orizzontale                                                                                | Trazione: posteriore | Trazione: posteriore |
| Dimensioni e pesi | | | | | |
| Ingombri (lungh.×largh.×alt. in mm): 2300 × 1420 × 1450 | Ingombri (lungh.×largh.×alt. in mm): 2300 × 1420 × 1450 | Ingombri (lungh.×largh.×alt. in mm): 2300 × 1420 × 1450 | Ingombri (lungh.×largh.×alt. in mm): 2300 × 1420 × 1450                                                                               | Diametro minimo sterzata: | Diametro minimo sterzata: |
| Interasse: 1470 mm | Interasse: 1470 mm | Carreggiate: anteriore 1220 - posteriore 1220 mm | Carreggiate: anteriore 1220 - posteriore 1220 mm                                                                                      | Altezza minima da terra: 250 mm | Altezza minima da terra: 250 mm |
| Masse | a vuoto: 680 kg | a vuoto: 680 kg | a vuoto: 680 kg | a vuoto: 680 kg | a vuoto: 680 kg |
| Meccanica | | | | | |
| Tipo motore: Ciclo 4 tempi a benzina; 2 cilindri in linea | Tipo motore: Ciclo 4 tempi a benzina; 2 cilindri in linea | Tipo motore: Ciclo 4 tempi a benzina; 2 cilindri in linea | Cilindrata: alesaggio x corsa 65 x 99 mm (72 x 100 mm) totale: 657 (837) cm³                                                          | Cilindrata: alesaggio x corsa 65 x 99 mm (72 x 100 mm) totale: 657 (837) cm³                                                          | Cilindrata: alesaggio x corsa 65 x 99 mm (72 x 100 mm) totale: 657 (837) cm³                                                          |
| Distribuzione: 2 valvole per cilindro; a valvole in testa ortogonali, di aspirazione automatiche e di scarico. Raffreddamento a circolazione d'acqua con pompa centrifuga ad aste e leve comandate da un asse a camme trasversale | Distribuzione: 2 valvole per cilindro; a valvole in testa ortogonali, di aspirazione automatiche e di scarico. Raffreddamento a circolazione d'acqua con pompa centrifuga ad aste e leve comandate da un asse a camme trasversale | Distribuzione: 2 valvole per cilindro; a valvole in testa ortogonali, di aspirazione automatiche e di scarico. Raffreddamento a circolazione d'acqua con pompa centrifuga ad aste e leve comandate da un asse a camme trasversale | Alimentazione: carburatore | Alimentazione: carburatore | Alimentazione: carburatore |
| Prestazioni motore | Potenza: 4,2 CV a 800 giri/min (5,5 CV a 1000 giri/min) | Potenza: 4,2 CV a 800 giri/min (5,5 CV a 1000 giri/min) | Potenza: 4,2 CV a 800 giri/min (5,5 CV a 1000 giri/min)                                                                               | Potenza: 4,2 CV a 800 giri/min (5,5 CV a 1000 giri/min)                                                                               | Potenza: 4,2 CV a 800 giri/min (5,5 CV a 1000 giri/min)                                                                               |
| Accensione: a disgiuntore, con bobina e batteria | Accensione: a disgiuntore, con bobina e batteria | Accensione: a disgiuntore, con bobina e batteria | Impianto elettrico: | Impianto elettrico: | Impianto elettrico: |
| Frizione: a cono di cuoio | Frizione: a cono di cuoio | Frizione: a cono di cuoio | Cambio: a 3 rapporti + RM | Cambio: a 3 rapporti + RM | Cambio: a 3 rapporti + RM |
| Telaio | | | | | |
| Corpo vettura | a travi in legno con rinforzi in acciaio | a travi in legno con rinforzi in acciaio | a travi in legno con rinforzi in acciaio                                                                                              | a travi in legno con rinforzi in acciaio                                                                                              | a travi in legno con rinforzi in acciaio                                                                                              |
| Sterzo | a rinvio diretto | a rinvio diretto | a rinvio diretto | a rinvio diretto | a rinvio diretto |
| Sospensioni | anteriori: a ponte rigido, con doppie molle a balestra semiellittica / posteriori: a ponte rigido, con molle a balestra semiellittica                                                                                             | anteriori: a ponte rigido, con doppie molle a balestra semiellittica / posteriori: a ponte rigido, con molle a balestra semiellittica                                                                                             | anteriori: a ponte rigido, con doppie molle a balestra semiellittica / posteriori: a ponte rigido, con molle a balestra semiellittica | anteriori: a ponte rigido, con doppie molle a balestra semiellittica / posteriori: a ponte rigido, con molle a balestra semiellittica | anteriori: a ponte rigido, con doppie molle a balestra semiellittica / posteriori: a ponte rigido, con molle a balestra semiellittica |
| Freni | anteriori: / posteriori: a mano meccanici a nastro sulle ruote posteriori, a pedale a mascella sulla trasmissione | anteriori: / posteriori: a mano meccanici a nastro sulle ruote posteriori, a pedale a mascella sulla trasmissione | anteriori: / posteriori: a mano meccanici a nastro sulle ruote posteriori, a pedale a mascella sulla trasmissione                     | anteriori: / posteriori: a mano meccanici a nastro sulle ruote posteriori, a pedale a mascella sulla trasmissione                     | anteriori: / posteriori: a mano meccanici a nastro sulle ruote posteriori, a pedale a mascella sulla trasmissione                     |
| Pneumatici | a bassa pressione, anteriori 580x55, posteriori 670x55 / Cerchi: a raggi tangenti - a razze in legno | a bassa pressione, anteriori 580x55, posteriori 670x55 / Cerchi: a raggi tangenti - a razze in legno | a bassa pressione, anteriori 580x55, posteriori 670x55 / Cerchi: a raggi tangenti - a razze in legno                                  | a bassa pressione, anteriori 580x55, posteriori 670x55 / Cerchi: a raggi tangenti - a razze in legno                                  | a bassa pressione, anteriori 580x55, posteriori 670x55 / Cerchi: a raggi tangenti - a razze in legno                                  |
| Prestazioni dichiarate | | | | | |
| Velocità: circa 35 Km/h (circa 40) km/h | Velocità: circa 35 Km/h (circa 40) km/h | Velocità: circa 35 Km/h (circa 40) km/h | Accelerazione: | Accelerazione: | Accelerazione: |
| Consumi | 8 l/ 100 Km | 8 l/ 100 Km | 8 l/ 100 Km | 8 l/ 100 Km | 8 l/ 100 Km |
| Altro | | | | | |
| Pendenza superabile | 8 % - 10 % | 8 % - 10 % | 8 % - 10 % | 8 % - 10 % | 8 % - 10 % |
| Differenziale | a coppia conica; rinvio secondario a catene | a coppia conica; rinvio secondario a catene | a coppia conica; rinvio secondario a catene                                                                                           | a coppia conica; rinvio secondario a catene                                                                                           | a coppia conica; rinvio secondario a catene                                                                                           |
| Fonte dei dati: Il grande libro delle PICCOLE FIAT" a cura di Alessandro Sannia, Giorgio Nada Editore | | | | | |